# Кайман якаре
Кайманът якаре (Caiman yacare) е вид кайман, срещащ се в централните части на Южна Америка – северна Аржентина, източна Боливия, югозападна Бразилия и реките на Парагвай. На дължина достига до 2 – 3 м. Храни се с риба, мекотели и ракообразни.

## Галерия
- Аржентина, провинция Формоса
- Аржентина, провинция Формоса
- Кайман янкаре, малко